# CA巴特纳
巴特纳查巴伯奧雷斯足球俱乐部（法語：Chabab Aurès de Batna，简称CA Batna）是位于阿尔及利亚巴特纳的足球俱乐部，球队创立于1932年。俱乐部颜色为红色和蓝色。
球队的主体育场为可以容纳30,000名球迷的塞弗赫体育场（Seffouhi Stadium），球队在2005年从第二档的乙级联赛升入阿尔及利亚国内顶级联赛的国家锦标赛。

## 球队荣誉
- 阿尔及利亚杯
  - 亚军：1997年